# Tenalj
Tenalj, är en låg försvarsmur framför porten i befästningsverk som har till syfte, dels att skydda portar mot kanonbeskjutning, dels att fungera som försvarsmur för trupper från befästningen som gör sig redo för motanfall, eller försöker dra sig tillbaka inom portarna.